# Parkia gigantocarpa
Parkia gigantocarpa är en ärtväxtart som beskrevs av Adolpho Ducke. Parkia gigantocarpa ingår i släktet Parkia och familjen ärtväxter. Inga underarter finns listade i Catalogue of Life.